# Logan Henderson
 Der er for få eller ingen kildehenvisninger i denne artikel, hvilket er et problem. Du kan hjælpe ved at angive troværdige kilder til de påstande, som fremføres i artiklen.

Logan Phillip Henderson (født 14. september 1989) er en amerikansk skuespiller og sangskriver. Han er mest kendt for sin rolle som Logan Mitchell i serien Big Time Rush, som blev sendt af Nickelodeon, og var med i bandet Big Time Rush. Henderson har to søskende, en bror Angelo Henderson og en søster Presley Henderson.
Han har sammen med bandet, vundet og blevet nomineret for flere priser. Bandet stoppede i slutningen af efteråret 2013.

## Liv og karriere
Logan er født og opvokset i North Richland Hills, Texas. Han havde en rolle som mobber i tv-programmet Friday night lights før han flyttede til Californien i en alder af 18, for at forfølge sin skuespillerkarriere. Logans gennembrud var rollen i Big Time Rush. Han spiller Logan Mitchell, som er klog og altid får gruppen ud af problemer. Logan og de tre andre fra Big Time Rush var med til 2010 og 2012 Kids' Choice Awards og optrådte med en sang til 2011 Kids' Choice Awards. Han var også med i en episode af Brainsurge. Logan og de 3 andre fra Big Time Rush havde en gæsteoptræden på Figure it Out i juni 2012.

## Filmografi
| Filmografi |                     |                |                                                                                          |
| ---------- | ------------------- | -------------- | ---------------------------------------------------------------------------------------- |
| År         | Show                | Rolle          | Noter                                                                                    |
| 2009       | Friday night Lights | mobber #2      | cameo                                                                                    |
| 2009-2013  | Big Time Rush       | Logan Mitchell | hovedrolle                                                                               |
| 2011       | Brainsurge          | ham selv       | episode: "April 22, 2011"                                                                |
| 2011       | Nick news           | ham selv       | episode: "lies we tell in middle shool"                                                  |
| 2011       | Hand aufs Herz      | ham selv       | Tysk telenovela på sixx                                                                  |
| 2012       | How to Rock         | ham selv       | episode: "how to rock an election"                                                       |
| 2012       | Big Time Movie      | Logan Mitchell | hovedrolle                                                                               |
| 2012       | Figure it Out       | ham selv       | sammen med de 3 andre fra Big Time Rush James Maslow, Carlos Pena Jr. og Kendall Schmidt |